# KZ Plaszow

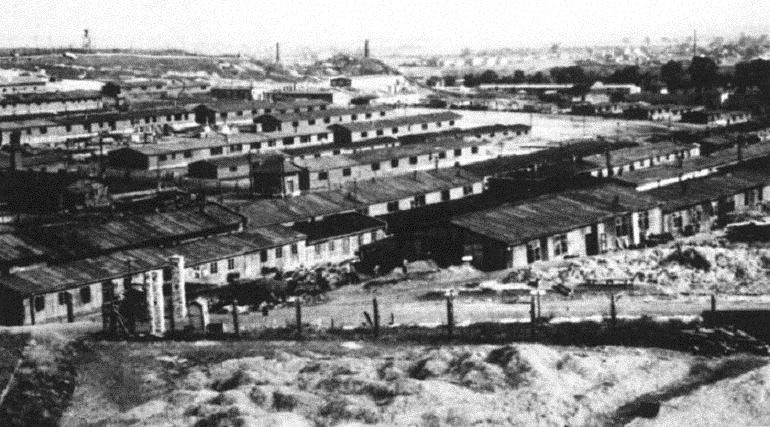
Arbeitslager Płaszów bei Krakau, 1942

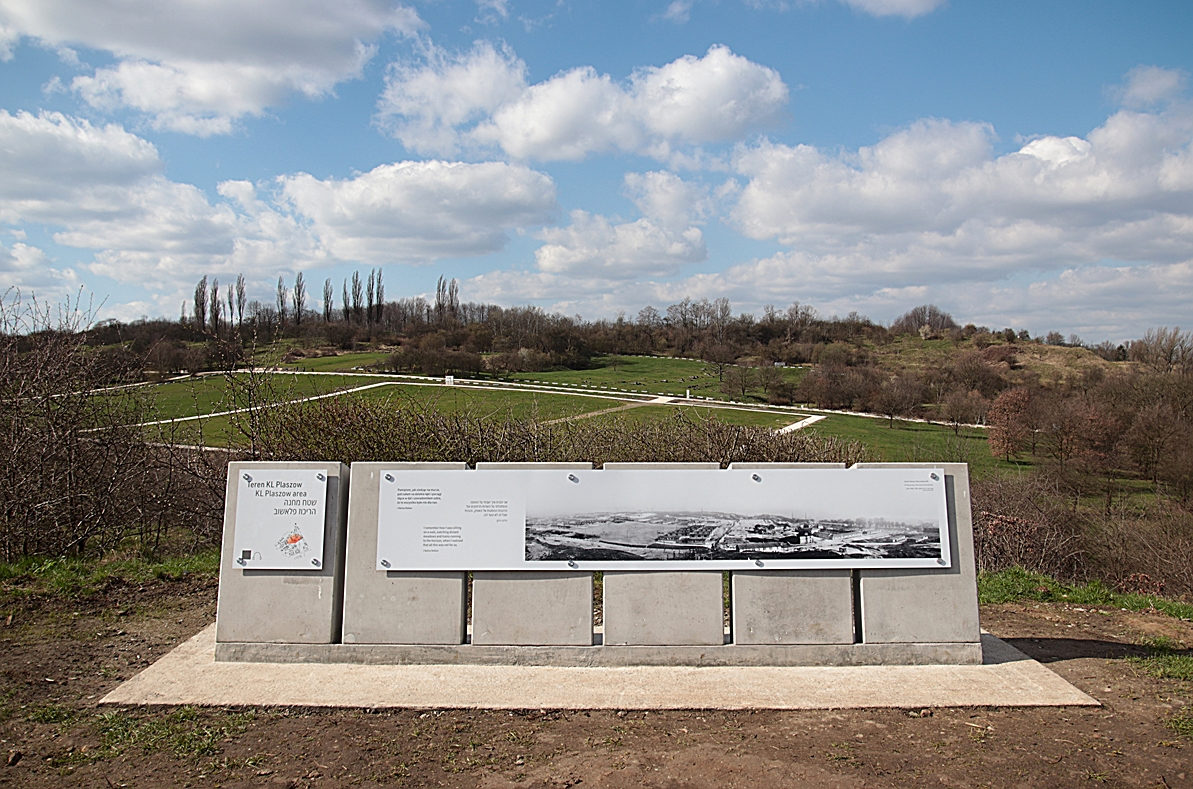
Standort des ehemaligen Lagers KZ Plaszow mit neuer Freiluftausstellung

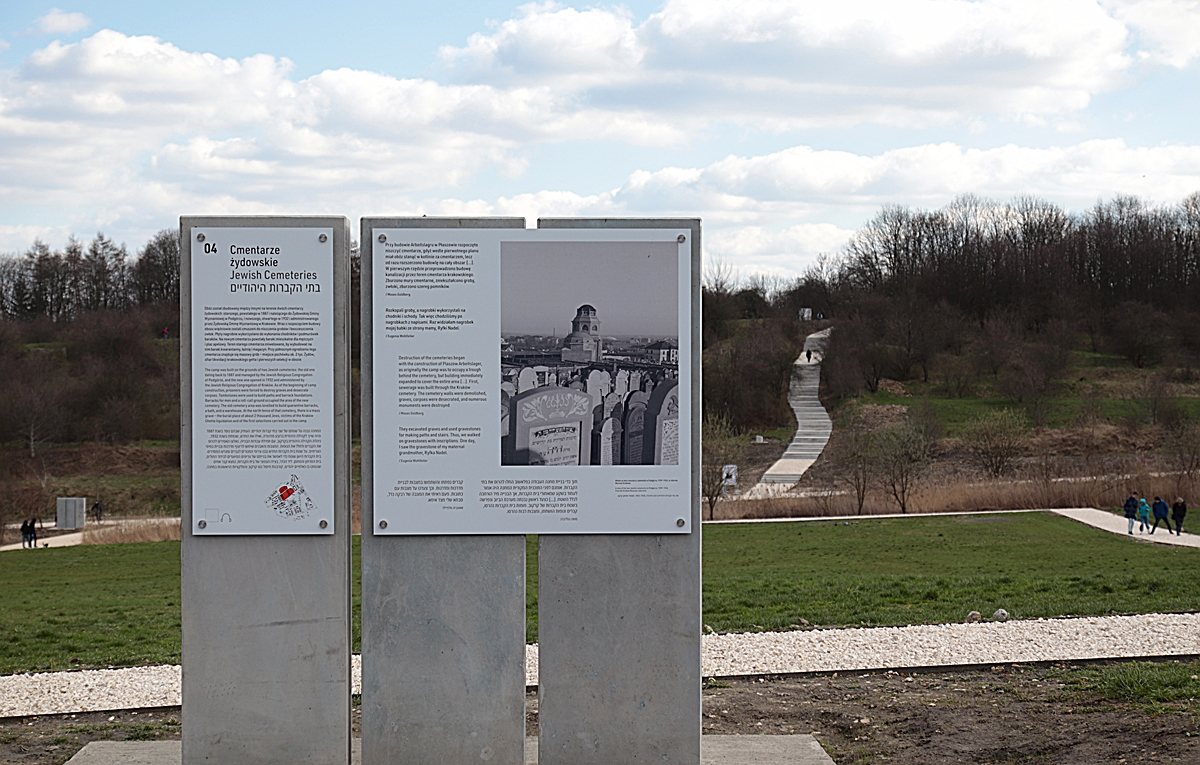
Informationstafel auf dem Gelände des ehemaligen KZ Plaszow

Das KZ Plaszow, in der neueren Literatur auch KL Płaszów, war ein nationalsozialistisches Konzentrationslager in Płaszów, einem Vorort südöstlich von Krakau, am 10. Januar 1944 hervorgegangen aus dem seit 1940 bestehenden Arbeitslager Plaszow des SS- und Polizeiführers im Distrikt Krakau.
Die letzten Gefangenen wurden am 14. Januar 1945 nach Auschwitz deportiert, einen Tag vor der Befreiung Krakaus.

## Geschichte
Ursprünglich war Płaszów ein Arbeitslager mit dem offiziellen Namen „Zwangsarbeitslager Płaszów des SS- und Polizeiführers im Distrikt Krakau“. Es entstand im Sommer 1940 unter der Leitung von Horst Pilarzik auf einem Gelände in Płaszów südöstlich von Krakau, das Kalksteinbrüche und zwei alte Judenfriedhöfe umfasste (Neuer Friedhof an der ul. Abrahama und Alter Friedhof an der ul. Jerozolimska). Der Standort war denkbar ungeeignet für ein Lager, denn der Untergrund war steinig und hügelig, teilweise auch sumpfig. Das Lager wurde trotzdem hier errichtet, weil man die vorhandenen Kalksteinbrüche ausbeuten wollte. Es war in mehrere Bereiche eingeteilt: Wohnbereich der Deutschen, Werkstatt- bzw. Fabrikbereich und Gefangenenlager. Polen und Juden sowie Männer und Frauen waren getrennt. Ein 4 km langer elektrisch geladener doppelter Stacheldrahtzaun umgab das Lager. Zwischen den beiden Zäunen war ein Wassergraben. 13 Wachtürme gab es, jeder mit MGs, Telefon und Suchscheinwerfern ausgerüstet. Ukrainer, die sogenannten Trawniki, bewachten das Areal. Zur Pflasterung der Lagerstraße ließen die Nationalsozialisten jüdische Grabsteine aus den aufgelassenen Friedhöfen verwenden. Katholische Polen waren in Płaszów die ersten Zwangsarbeiter. Ab 1941 wurden hier auch Juden eingeliefert. Bis Januar 1943 waren es insgesamt etwa 2.000 Zwangsarbeiter. Die Mehrheit der Häftlinge arbeitete für das SS-Unternehmen Deutsche Ausrüstungswerke (DAW).

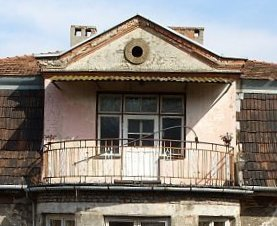
Der Balkon von Amon Göths Villa in Płaszów (Krakau)

Anfang Februar 1943 erhielt der von Lublin nach Krakau versetzte SS-Untersturmführer Amon Göth das Kommando über das Arbeitslager Płaszów und löste Franz Joseph Müller ab. Unter seiner Führung wurde zuerst der Teil A des Krakauer Ghettos geräumt und die überlebenden 8.000 jüdischen Menschen wurden in das von ihm geleitete Arbeitslager Płaszów überstellt, das sie auf 81 ha ausbauten. Dabei starben viele Gefangene, unter ihnen die jüdische Architektin Diana Reiter, die für das Krakauer Bauamt tätig gewesen war. Sie wurde auf Befehl Amon Göths erschossen, weil eine unter ihrer Aufsicht errichtete Mauer einzustürzen drohte. Bei der Auflösung von Teil B des Krakauer Ghettos am 13. und 14. März 1943 wurden in den Straßen dort etwa 2.000 Juden ermordet und in einem Massengrab auf dem Lagergelände in Płaszów begraben. Die Zahl der Insassen im Lager Płaszów stieg auf 12.000 an. Kaum ein Häftling überlebte jedoch länger als vier Wochen unter dem Terrorregime Amon Göths, zu dessen morgendlichen Beschäftigungen es gehörte, mit einem Repetiergewehr vom Balkon seiner Villa aus Häftlinge zu erschießen. Besonderes Vergnügen bereitete ihm, seine zwei deutschen Doggen auf Inhaftierte zu hetzen. Mindestens 500 Menschen ermordete er selbst, z. B. den Krakauer Besitzer der Bonarka-Ziegelei Ingber, der angeblich Arbeiter nicht schnell genug zur Verfügung stellte.
Als Kommandant von Płaszów erwarb er sich nicht nur den Beinamen „Schlächter von Płaszów“; er bereicherte sich auch durch Bestechung und Schwarzmarktgeschäfte.
Als einziges der etwa 20 Konzentrationsstammlager im damaligen deutschen Herrschaftsbereich war das Konzentrationslager Plaszów aus einem jüdischen Wohnbezirk, nämlich dem Krakauer Ghetto, hervorgegangen. Das Lager Płaszów war ab Januar 1944 eines der etwa 20 Konzentrationsstammlager und damit organisatorisch anderen Stammlagern wie Buchenwald, Sachsenhausen usw. gleichgestellt. Als Stammlager war es direkt dem SS-Wirtschafts- und Verwaltungshauptamt (WVHA) in Berlin unterstellt. In der ersten Jahreshälfte 1944 kamen etwa 6.000–8.000 ungarische Juden hinzu, im Sommer und Herbst beim Warschauer Aufstand gefangengenommene Polen, so dass die Zahl der Häftlinge mit etwa 25.000 ihren Höchststand erreichte.

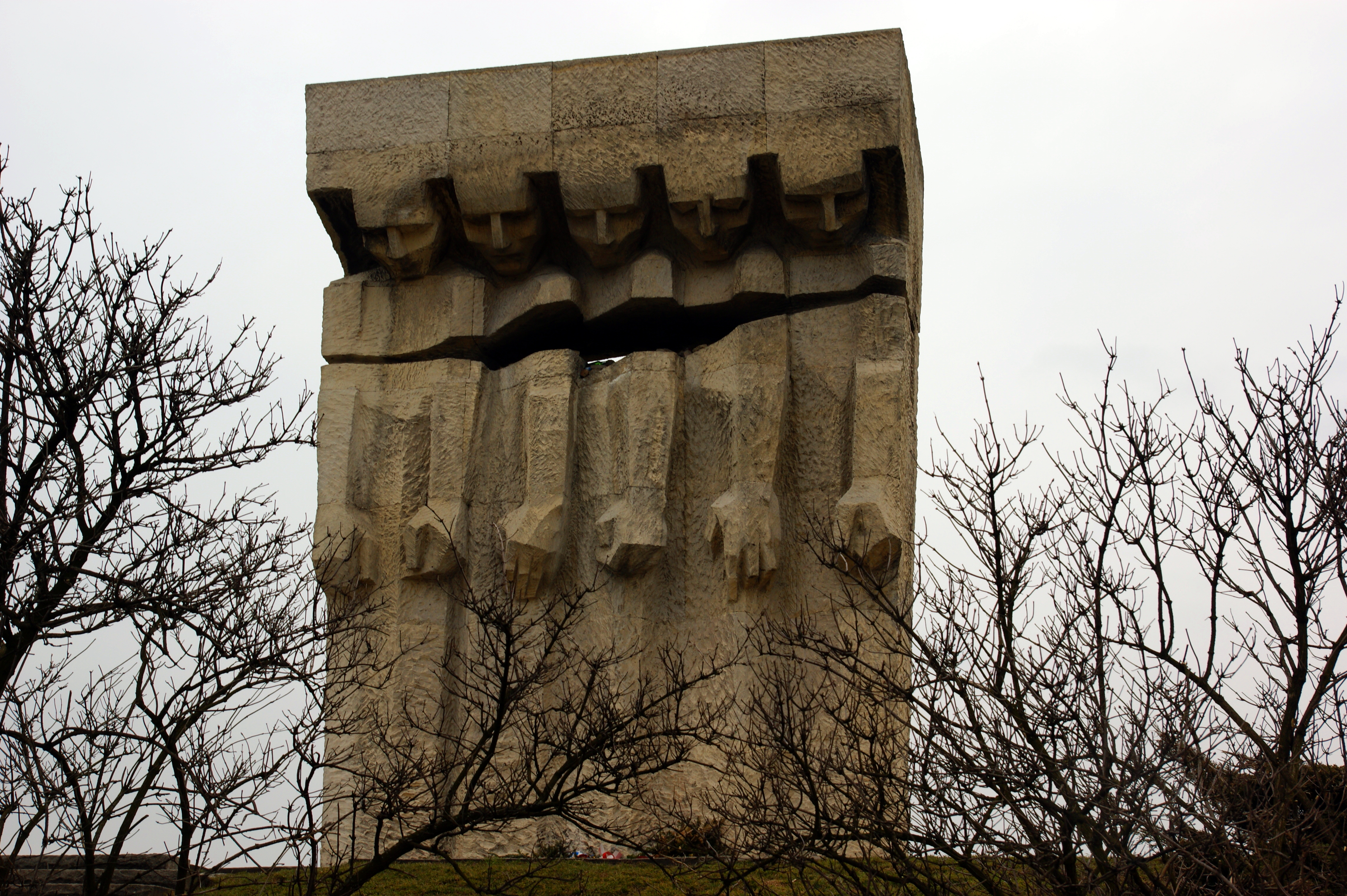
Das Mahnmal an der Gedenkstätte KZ Płaszów

Im Konzentrationslager selbst wurden rund 8.000 Menschen ermordet. Zudem fanden Massendeportationen in das KZ Auschwitz-Birkenau statt. So wurden am 14. Mai 1944 etwa 1.500 Lagerinsassen, vor allem Kinder, Alte und Kranke, zur Vernichtung nach Auschwitz abtransportiert.
Ab September 1944 wurde das KZ aufgelöst. Weil Amon Göth nach einer Anzeige von SS-Untergebenen am 13. September 1944 durch die SS-Justiz verhaftet worden war, war dafür sein Nachfolger Arnold Büscher zuständig. Die letzten Gefangenen wurden am 14. Januar 1945, einen Tag vor der Befreiung Krakaus durch sowjetische Truppen, nach Auschwitz deportiert.

## Außenlager
Zum KZ Plaszow gehörten die KZ-Außenlager:
- Kabelwerk Krakau
- Mielec
- Olcza (Zakopane)
- Wieliczka und
- Zabłocie.[4]

## Hinrichtungsstätte
- Hujowa Górka

## Filme
Steven Spielbergs Film Schindlers Liste beschreibt die Verhältnisse im Arbeitslager Płaszów unter Amon Göth nach wissenschaftlichen Recherchen und wurde in Krakau und auf einem Gebiet nahe dem ehemaligen Arbeitslager Płaszów gedreht. Der Film machte das Lager und Amon Göth weltweit bekannt.
In dem im Jahr 2011 erstmals bei 3sat ausgestrahlten Dokumentarfilm Judith und der Mann von Schindlers Liste schildert der KZ-Überlebende Jerzy Gross, wie er als 14-jähriger Junge gemeinsam mit seiner Familie 1943 in das KZ Płaszów deportiert wurde. Gerettet wurde er, als einziger der Familie, durch Schindlers Liste. Gedreht wurde der Dokumentarfilm teilweise in den Überresten des KZ, die der über 80-jährige Gross (Pseudonym Michael Emge) erstmals seit 60 Jahren wieder besuchte.